# Toxorhina digitifera
Toxorhina digitifera är en tvåvingeart som beskrevs av Alexander 1964. Toxorhina digitifera ingår i släktet Toxorhina och familjen småharkrankar. Inga underarter finns listade i Catalogue of Life.